# IC 1272
IC 1272 bezeichnet im Index-Katalog 4 bis 5 scheinbar dicht beieinander liegende Sterne im Sternbild Herkules. Der Katalogeintrag geht auf eine Beobachtung des Astronomen Guillaume Bigourdan am 18. Juli 1889 zurück.